# Finnmyrtensvulst
Finnmyrtensvulst (Exobasidium cassandrae) är en svampart som tillhör divisionen basidiesvampar, och som beskrevs av Peck. Finnmyrtensvulst ingår i släktet Exobasidium, och familjen Exobasidiaceae. Arten är reproducerande i Sverige.